# Estación de Tardienta
Estación de Tardienta vasútállomás Spanyolországban, Tardienta településen. Része a spanyol nagysebességű vasúthálózatnak.

## Vasútvonalak
Az állomást az alábbi vasútvonalak érintik:
- Zaragoza–Huesca nagysebességű vasútvonal

## Kapcsolódó állomások
A vasútállomáshoz az alábbi állomások vannak a legközelebb:
- Estación de Huesca